# Cleoporus
Cleoporus es un género de escarabajos  de la familia Chrysomelidae. En 1884 Lefevre describió el género. Contiene las siguientes especies:
- Cleoporus dalatensis Medvedev, 1998
- Cleoporus lineatus Medvedev & Sprecher-Uebersax, 1999
- Cleoporus similis Medvedev & Eroshkina, 1985
- Cleoporus taynguensis Medvedev & Eroshkina, 1985
- Cleoporus trimaculatus Kimoto & Gressitt, 1982
- Cleoporus vietnamensis Medvedev & Eroshkina, 1985